# Morbecque
Morbecque là một xã ở trong tỉnh Nord ở miền bắc nước Pháp. Xã này có diện tích 44,34 km², dân số năm 1999 là 2669 người. Xã nằm ở khu vực có độ cao trung bình 34 mét trên mực nước biển.